# 合肥植物园
合肥植物园，位于中国安徽省合肥市蜀山区董铺水库东南畔，总面积0.7平方公里。合肥植物园内有植物2000余种。合肥植物园内有梅园、桂花园、竹园、木兰园、石榴园、园林植物示范区、水景园、秋景园、盆景园9个植物专类园，并有三叠泉、湖滨绿色走廊、艺梅馆等景点。

## 历史
1955年2月，安徽省林业厅设立安徽省园艺场，1957年改名为安徽省合肥果树试验站，1959年改名为安徽省林业厅园林试验场。1961年扩建，1962年安徽省林业厅哑叭店园艺场划入，更名为合肥园艺场。1964年，并入合肥市苗圃。1985年，与合肥市苗圃分立，合肥市园艺场恢复，1987年3月，在园艺场基础上改建为合肥市植物园。